# Entrevaux (tổng)
Tổng Entrevaux là một tổng ở tỉnh Alpes-de-Haute-Provence trong vùng Provence-Alpes-Côte d'Azur.
Tổng này được tổ chức xung quanh Entrevaux ở quận Castellane. Độ cao từ 414 m (Entrevaux) đến 2 564 m (Castellet-lès-Sausses) với độ cao trung bình là 706 m.

## Hành chính
| Giai đoạn | Ủy viên         | Đảng | Tư cách |
| --------- | --------------- | ---- | ------- |
| 2008-2014 | Gilbert Laurent | DVD  |         |
| 2001-2008 | Gilbert Brun    | PCF  |         |

## Các đơn vị hành chính
Le canton d'Entrevaux gồm 6 xã với dân số 1 087 người (điều tra năm 1999, dân số không tính trùng)
| Xã                    | Dân số | Mã bưu chính | Mã insee |
| --------------------- | ------ | ------------ | -------- |
| Castellet-lès-Sausses | 106    | 04320        | 04042    |
| Val-de-Chalvagne      | 48     | 04320        | 04043    |
| Entrevaux             | 742    | 04320        | 04076    |
| La Rochette           | 53     | 06260        | 04170    |
| Saint-Pierre          | 73     | 06260        | 04194    |
| Sausses               | 65     | 04320        | 04202    |

## Thông tin nhân khẩu
| 1962                                                     | 1968  | 1975 | 1982  | 1990  | 1999  |
| -------------------------------------------------------- | ----- | ---- | ----- | ----- | ----- |
| 815                                                      | 1 057 | 978  | 1 050 | 1 126 | 1 087 |
| Nombre retenu à partir de 1962 : dân số không tính trùng |       |      |       |       |       |